# Elfenesh Alemu
Elfenesh Alemu (Lemo Arya, Arsi, 10 juni 1975) is een Ethiopische langeafstandsloopster, die zich heeft gespecialiseerd in de marathon. Alemu won vijf marathons en liep zevenmaal onder de 2 uur 25. Ze deed tweemaal mee aan de Olympische Spelen en viermaal aan de wereldkampioenschappen.

## Loopbaan
Haar beste prestatie is het winnen van de marathon op de Afrikaanse kampioenschappen in 1994. In Abidjan versloeg ze met 3:08.05 haar landgenotes Emebet Abossa (zilver) en Fantaye Sirak (brons). Een jaar later won ze op de marathon een bronzen medaille tijdens de Afrikaanse Spelen in de Zimbabwaanse hoofdstad Harare.
In 2000 werd Alemu op de Olympische Spelen van Sydney zesde op zowel de marathon als de 5000 m. In 2004 werd ze tweede op de Boston Marathon. Ook werd ze dat jaar vierde op de olympische marathon in Athene.
Alemu groeide op met 10 broertjes en zusjes en was evenals haar jongere zus Asnakech Alemu op school al succesvol als atlete. In 2003 trouwde ze met marathonloper Gezahegne Abera, waarmee ze sindsdien in Addis Abeba woont. Het huwelijk, waar ongeveer 25.000 gasten kwamen, was een van de grootste ooit in Addis Abeba. Er kwamen ook lopers, zoals Derartu Tulu, Fatuma Roba en Haile Gebrselassie.
Elfenesh Alemu wordt door de nationale coach van Ethiopië Yilma Berta getraind.

## Titels
- Afrikaans kampioene marathon – 1994

## Persoonlijke records
| Onderdeel      | Tijd     | Datum            | Plaats |
| -------------- | -------- | ---------------- | ------ |
| 5000 m         | 15.59,99 | 3 juni 2000      | Dedham |
| 15 km          | 49.14    | 16 november 2003 | Tokio  |
| 20 km          | 1:06.41  | 28 januari 2001  | Osaka  |
| 25 km          | 1:23.13  | 16 november 2003 | Tokio  |
| 30 km          | 1:40.32  | 16 november 2003 | Tokio  |
| halve marathon | 1:09.46  | 12 juni 2000     | Malmö  |
| marathon       | 2:24.29  | 22 april 2001    | Londen |

## Palmares

### 5000 m
- 2000:  New England Twilight Meet in Dedham - 15.59,99

### 10 km
- 1997:  Cowtown in Ft Worth - 34.58
- 1999: 5e Arturo Barrios in Chula Vista - 34.18
- 2006:  Great Women's Run in Sundarland - 33.58

### 10 Eng. mijl
- 2005:  Great South Run - 52.18

### 20 km
- 2000:  Big Boy Classic in Wheeling - 1:11.18

### halve marathon
- 1994: 56e WK in Oslo - 1:14.39
- 1997: 5e halve marathon van Austin - 1:16.25
- 1998: 5e halve marathon van Egmond - 1:14.11
- 2004:  halve marathon van Hamilton - 1:10.57
- 2005:  halve marathon van Coamo - 1:12.57

### marathon
| Jaar | Wedstrijd              | Plaats    | Resultaat | Onderdeel      | Tijd    |
| ---- | ---------------------- | --------- | --------- | -------------- | ------- |
| 1994 | Afrikaanse kamp.       | Abidjan   | 1e        | Marathon       |         |
| 1994 | WK                     | Oslo      | 56e       | halve marathon | 1:14.39 |
| 1995 | Afrikaanse Spelen      | Harare    | 3e        | Marathon       | 3:08.43 |
| 1996 | marathon van Rome      | Rome      | 4e        | Marathon       | 2:53.09 |
| 1997 | WK                     | Athene    | 15e       | Marathon       | 2:41.00 |
| 1997 | marathon van Houston   | Houston   | 6e        | Marathon       | 2:43.07 |
| 1997 | marathon van Amsterdam | Amsterdam | 1e        | Marathon       | 2:37.37 |
| 1998 | marathon van Amsterdam | Amsterdam | 3e        | Marathon       | 2:30.19 |
| 1998 | marathon van Barcelona | Barcelona | 2e        | Marathon       | 2:32.07 |
| 1999 | marathon van Houston   | Houston   | 3e        | Marathon       | 2:37.05 |
| 1999 | WK                     | Sevilla   | 5e        | Marathon       | 2:28.52 |
| 1999 | Marathon van Nagano    | Nagano    | 2e        | Marathon       | 2:28.59 |
| 2000 | OS                     | Sydney    | 6e        | Marathon       | 2:26.54 |
| 2000 | marathon van Nagano    | Nagano    | 1e        | Marathon       | 2:24.55 |
| 2000 | marathon van Osaka     | Osaka     | 4e        | Marathon       | 2:24.47 |
| 2001 | Chicago Marathon       | Chicago   | 2e        | Marathon       | 2:24.54 |
| 2001 | marathon van Londen    | Londen    | 5e        | Marathon       | 2:24.29 |
| 2001 | WK                     | Edmonton  | DNF       | Marathon       | -       |
| 2002 | marathon van Tokio     | Tokio     | 4e        | Marathon       | 2:29.31 |
| 2002 | Boston Marathon        | Boston    | 3e        | Marathon       | 2:26.01 |
| 2003 | WK                     | Parijs    | 6e        | Marathon       | 2:26.29 |
| 2003 | marathon van Londen    | Londen    | 8e        | Marathon       | 2:24.56 |
| 2003 | marathon van Tokio     | Tokio     | 1e        | Marathon       | 2:24.47 |
| 2004 | OS                     | Athene    | 4e        | Marathon       | 2:28.15 |
| 2004 | marathon van Tokio     | Tokio     | 3e        | Marathon       | 2:26.58 |
| 2004 | Boston Marathon        | Boston    | 2e        | Marathon       | 2:24.43 |
| 2005 | Boston Marathon        | Boston    | 2e        | Marathon       | 2:27.03 |
| 2005 | marathon van Tokio     | Tokio     | 3e        | Marathon       | 2:26.50 |
| 2005 | marathon van Hamburg   | Hamburg   | 2e        | Marathon       | 2:27.03 |
| 2005 | Marathon van San Diego | San Diego | 2e        | Marathon       | 2:31.08 |
| 2009 | Chicago Marathon       | Chicago   | 9e        | Marathon       | 2:35.36 |
| 2011 | marathon van Mumbai    | Mumbai    | 3e        | Marathon       | 2:29.04 |